# Renzo Piano
Renzo Piano (Genova, 1937. szeptember 14. –) olasz építész. Jelentős épületei közül kiemelkednek a párizsi Georges Pompidou Központ, a berni Paul Klee Központ, a római Parco della Musica hangversenyterme, a berlini Potsdamer Platz beépítési terve és a londoni The Shard felhőkarcoló. 1978-ban Perret-díjjal, 1995-ben az Erasmus-díjjal, 1998-ban a Pritzker-díjjal, 2008-ban pedig a Sonning-díjjal tüntették ki. 2013. augusztus 30-án Giorgio Napolitano olasz köztársasági elnök örökös szenátorrá nevezte ki Pianót.

## Képtár

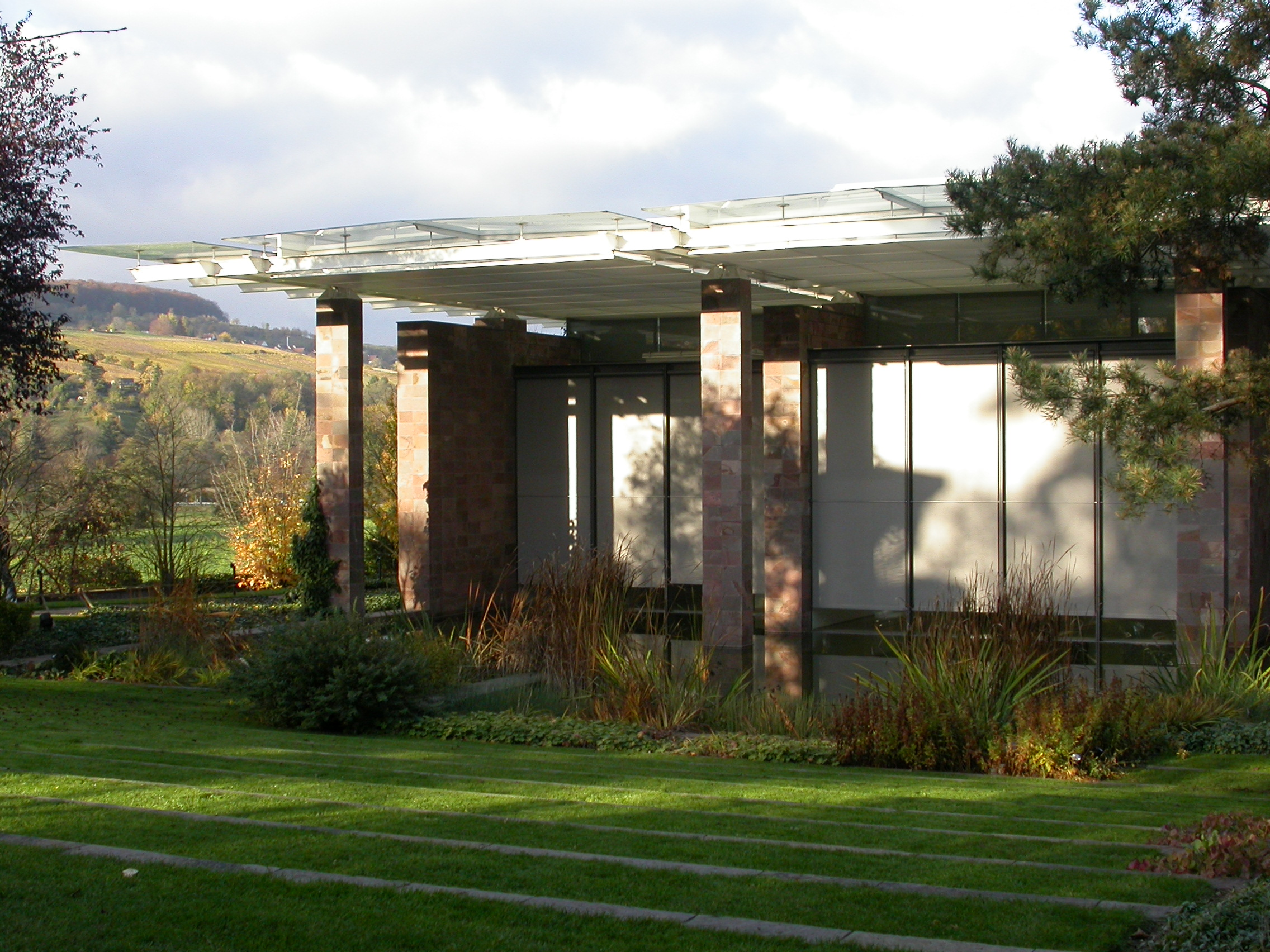
Fondation Beyeler Múzeum, Svájc
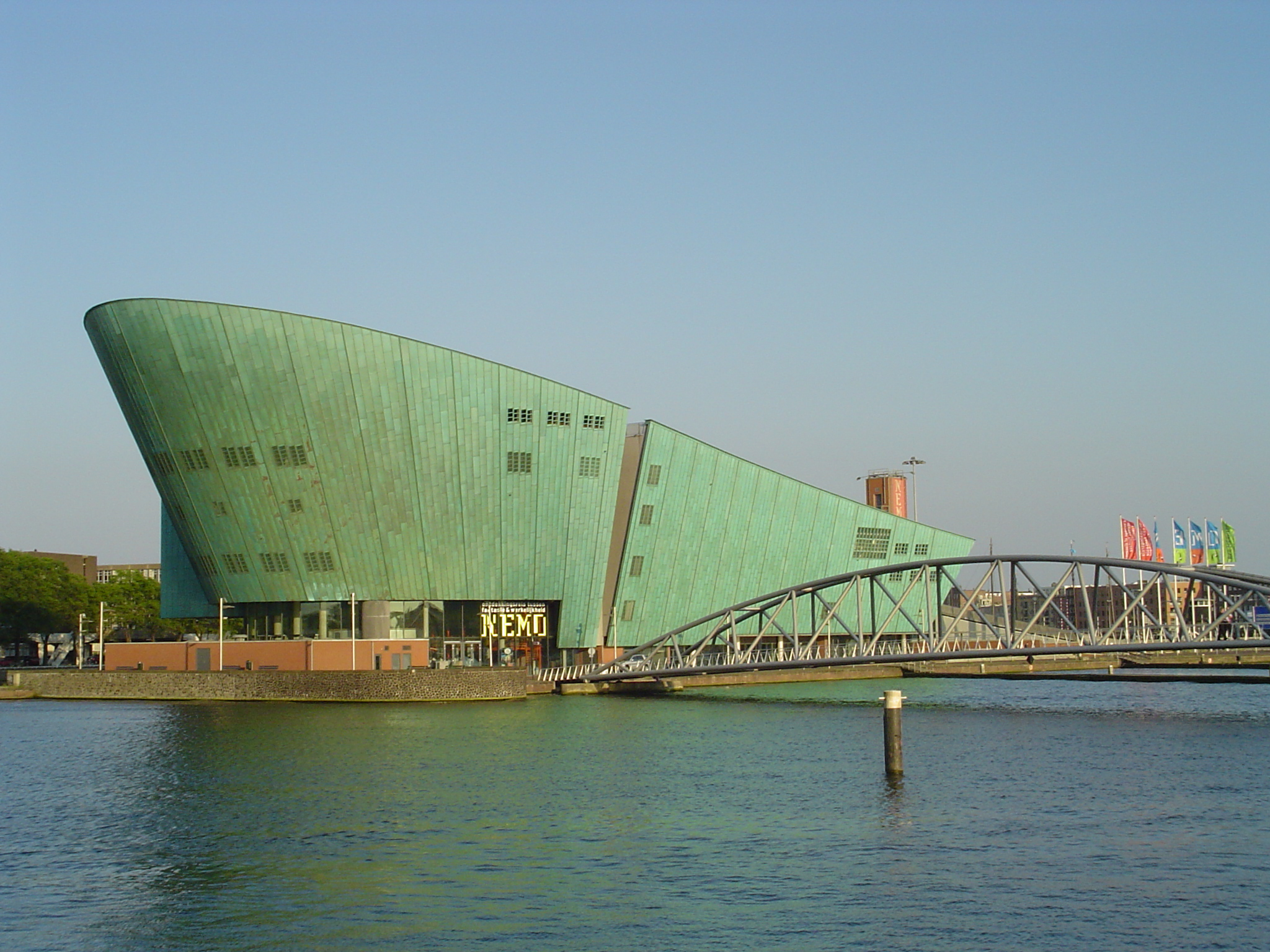
NEMO Múzeum, Amsterdam
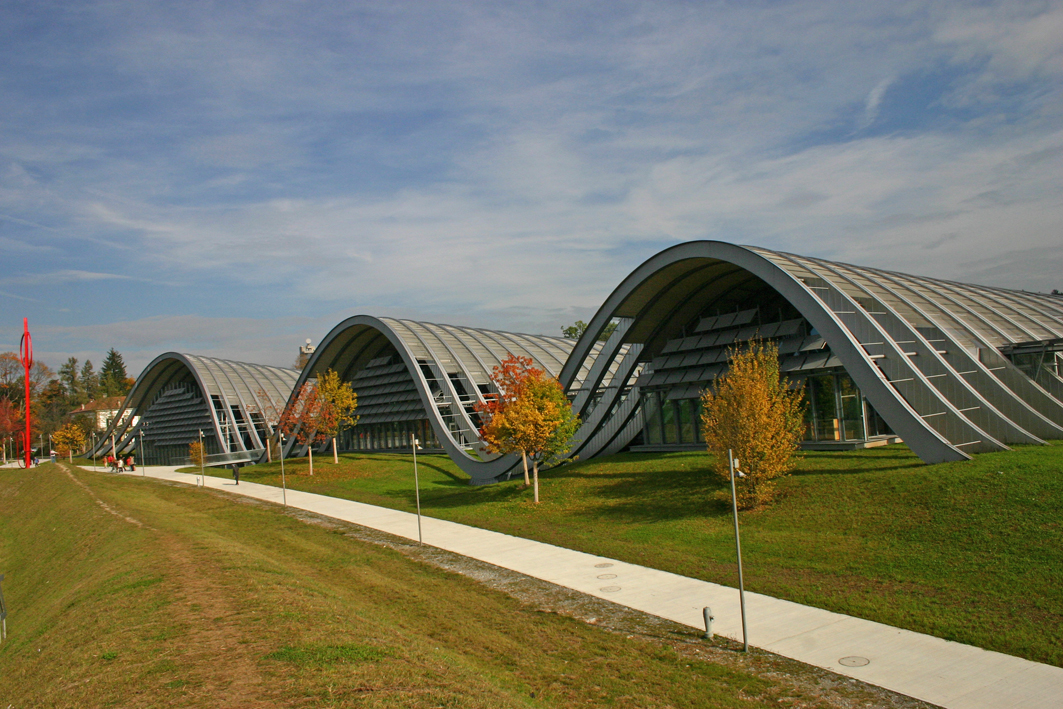
Paul Klee Központ, Bern, Svájc
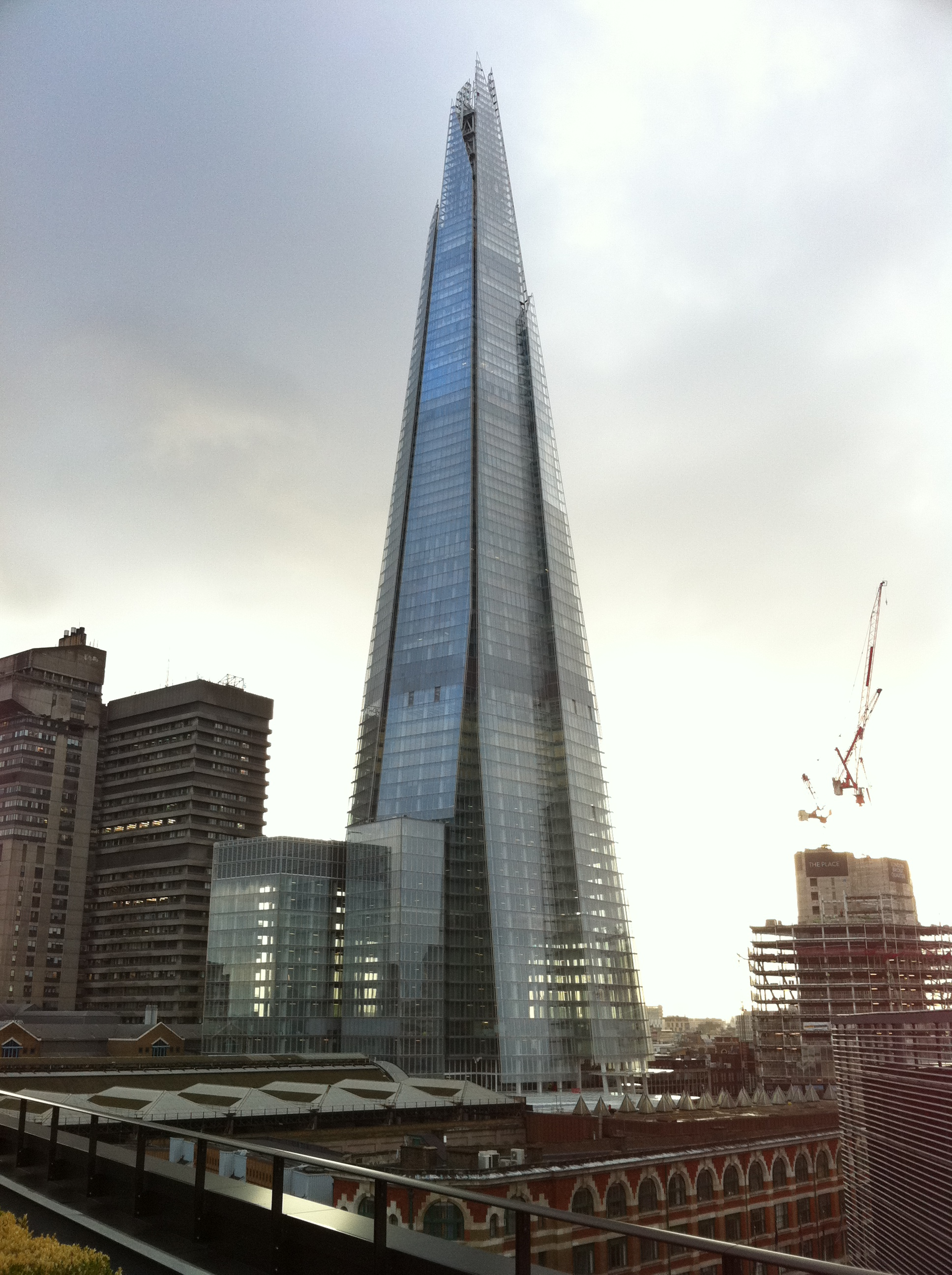
A londoni Shard felhőkarcoló

## Kiegészítő irodalom
- Jodidio, Philip: Renzo Piano: Building workshop 1966-2005, Taschen, 2005, ISBN 9783822857687